# حي الزبدية
حي الزبدية  أحد أهم ￼￼أحياء مدينة حلب يتوسط مدينة حلب من الجهة الجنوبية يمتلك أهمية ثقافية وتاريخية كبيرة

دوار مشفى النور.(Abdallah Abohlal)

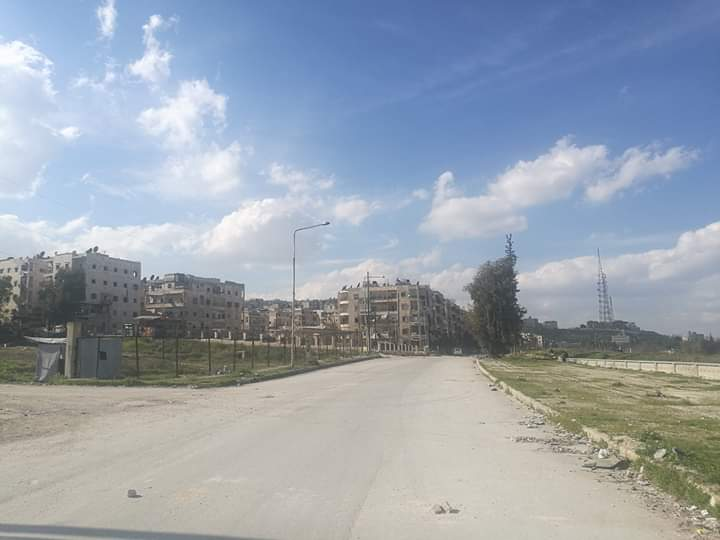
حي الزبدية بعدسة Abdallah Abohlal

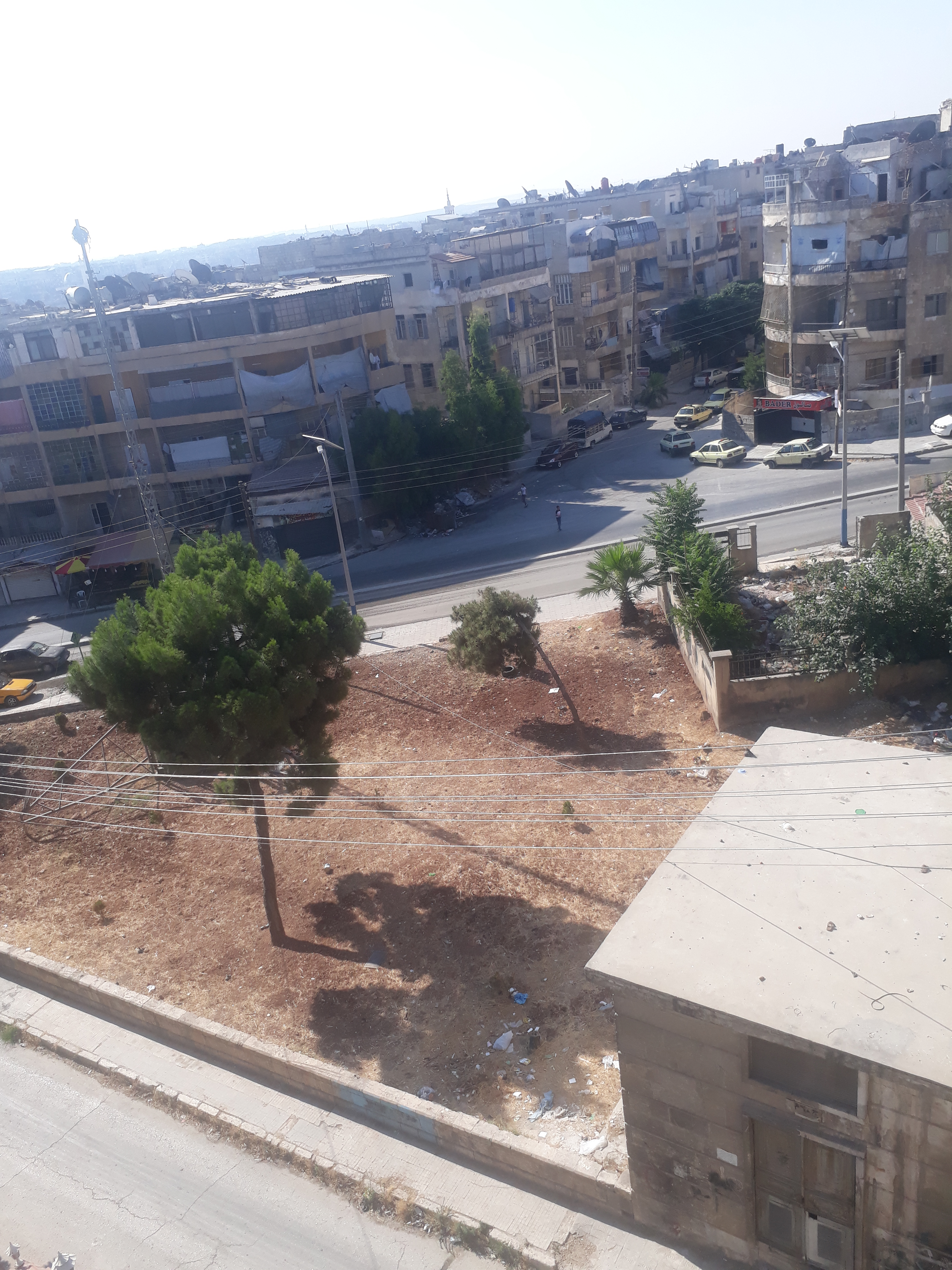
لمحة من زاوية مرتفعة لاحد شوارع حي الزبدية

## معالم مميزة

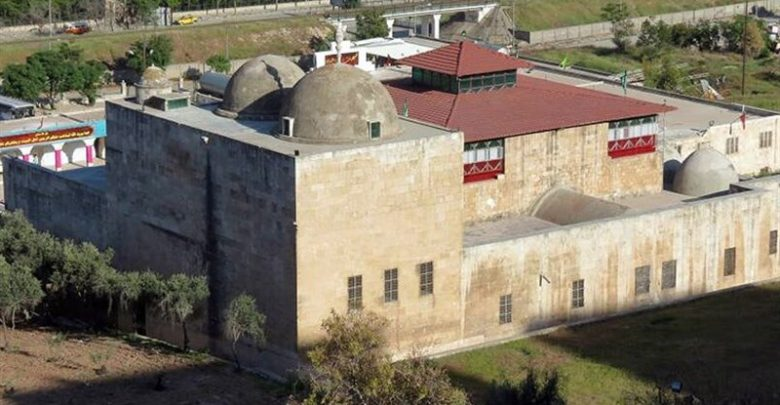
جامع النقطة بحي الزبدية

دوار مشفى النور(الزبدية)

'مسجد النقطة' ( مزار الحسين) وهو المعلم الأبرز يتميز المسجد بموقعه المرتفع قليلاً عن المنطقة فهو موجود على سفح جبل الجوشن، شيد المسجد في بداية القرن 13م بتبرعات سكان حلب ومبادرة الشيخ إبراهيم بن الشداد، ترجع أهميته بسبب الاعتقاد أنه يوجد قطرة دم من رأس الإمام الحسين مما أعطاه قدسيّةً عند الشيعة، يقام فيه احتفال ديني في يوم عاشوراء حيث يجتمع الشيعة فيه لأداء طقوس دينية في المسجد.
'مشفى النور' أحد أهم مشافي حلب سمّي الدوّار المجاور له باسمه.

## الزبدية خلال الحرب الأهلية السورية
تم هجره بشكل شبه كلي أثناء معركة حلب بسبب وقوعه على خطوط الجبهة بين الجيشين مما أدى إلى تعرضه للدمار بشكل جزئي.

## مدارس
غرناطة
أحمد شنن اعدادية وثانوية
فدوى طوقان ابتدائية
هشام بن عبد الملك اعدادية
آمنة بنت وهب ابتدائية
أبو أيوب الأنصاري ابتدائية
محمد مهدي الجواهري ابتدائية
بسام العمر ثانوية
محمود مصطفى العقاد ابتدائية
إبراهيم حلمي الغور  اعدادية
تم إعادة افتتاح أغلب هذه المدارس بتاريخ 2017/9/10. 